# Пеббл
Пеббл (англ. Pebble Island, исп. Isla Borbón) — остров в составе архипелага Фолклендские острова, расположенного в южной части Атлантического океана. Расположен к северу от острова Западный Фолкленд.

## География
Протянулся примерно на 30 км с запада на восток, в ширину достигает 7 км в самой широкой части. Площадь составляет 103,36 км². Высшая точка острова имеет высоту 277 м над уровнем моря. Пеббл можно четко поделить на холмистый запад и болотистый восток; 2 части острова соединены узким перешейком, на котором находится поселение (Pebble Island Settlement).
Болота и озёра востока острова имеются важное значение для сохранения обитающих здесь водоплавающих и прибрежных птиц. В холмистой западной части острова имеются колонии пингвинов.

## Рейд на остров Пеббл
Рейд на Пеббл — операция британского спецназа в мае 1982 года во время Фолклендской войны, направленная на уничтожение аргентинского аэродрома на острове Пеббл. 